# جوزيف فنسنت
جوزيف فنسنت (بالإنجليزية: Joseph Vincent)‏ هو مغن مؤلف أمريكي، ولد في 15 أغسطس 1989.

## وصلات خارجية
- جوزيف فنسنت على موقع IMDb (الإنجليزية)